# Llora más
«Llora más» es una canción grabada por el cantante y compositor mexicano Kevin Kaarl. La canción fue escrita y producida por él mismo. Se lanzó al mercado musical el 2 de septiembre de 2022. Se encuentra incluida como el quinto track en su segundo álbum de estudio París, Texas.La canción obtuvo casi 3 millones de visualizaciones en YouTube.

## Video musical
No se lanzó ningún videoclip oficial para esta canción, sin embargo un vídeo con el audio fue publicado el 1 de septiembre de 2022 en el canal de Youtube de Kaarl y cuenta con casi 3 millones de reproducciones.

## Lista de canciones

### Descarga digital
| llora más — Single |             |                                |          |  |
| N.º                | Título      | Escritor(es)                   | Duración |  |
| 1.                 | «llora más» | Kevin Eduardo Hernández Carlos | 4:40     |  |